# Myrza-Kojasz
Myrza-Kojasz (ukr. Мирза-Кояш, ros. Красноармейское, Krasnoarmiejskoje, do 2024 oficjalnie Krasnoarmijśke, ukr. Красноармійське) – wieś na Ukrainie, w Autonomicznej Republice Krymu (de iure stanowiącej integralną część państwa ukraińskiego, w 2014 anektowanej przez Rosję i odtąd funkcjonującej jako Republika Krymu), w rejonie krasnoperekopskim. W 2021 liczyła 1085 mieszkańców.